# برنارد بوردي
برنارد بوردي (بالإنجليزية: Bernard Purdie)‏ هو لاعب كرة قدم ومدرب كرة قدم بريطاني في مركز الهجوم، ولد في 20 أبريل 1949 في ريكسهام في المملكة المتحدة. لعب مع نادي بانغور سيتي ونادي تشستر سيتي ونادي ريكسهام ونادي كرو ألكساندرا وهدرسفيلد تاون.